# Notamacropus eugenii
Il tammar (Notamacropus eugenii (Desmarest, 1817)) è un piccolo membro della famiglia dei Macropodidi e la specie tipo per le ricerche sui canguri e sui marsupiali in generale.
È diffuso su alcune isole al largo dell'Australia meridionale e lungo le coste di quella occidentale. Sull'Isola dei Canguri, dove ogni anno si riproduce in gran numero, è considerato una specie nociva, dato che danneggia l'habitat delle echidne dell'isola.
Il tammar venne avvistato per la prima volta sull'isola di West Wallabi nel gruppo delle Houtman Abrolhos, al largo dell'Australia Occidentale, dai sopravvissuti del naufragio del Batavia nel 1629, e descritto l'anno seguente da Francisco Pelsaert nel suo Ongeluckige Voyage. Si è trattato sicuramente del primo avvistamento di un Macropodide da parte degli europei e probabilmente anche del primo avvistamento di un mammifero australiano.
Il tammar è suddiviso in tre sottospecie:
- M. e. eugenii, dell'Australia Meridionale continentale; nel suo areale originario si è estinta a causa del disboscamento e della predazione da parte di gatti e volpi. Tuttavia, è stata introdotta nel XIX secolo sull'Isola di Kawau, in Nuova Zelanda. Là questa popolazione insulare è ritenuta nociva, ma sono in corso programmi per reintrodurla nel suo habitat nativo.
- M. e. derbianus, dell'Australia Occidentale (e di alcune isole vicine).
- M. e. decres, il wallaby darma o dama, la sottospecie diffusa sull'Isola dei Canguri, in Australia Meridionale.

Le piccole dimensioni di questo wallaby (circa 8 kg, simili a quelle di un grosso gatto) e la facilità con la quale si alleva in cattività lo hanno reso un animale molto popolare negli zoo.
Nel latte di questo animale alcuni scienziati australiani, guidati dal Dr. Ben Cocks, hanno scoperto una proteina denominata AGG01. Nei test di laboratorio questo composto si è rivelato essere 100 volte più efficace della penicillina, dato che è in grado di debellare il 99% dei batteri patogeni (sia Gram-positivi che Gram-negativi) e dei funghi con i quali è stata incubata, compresi Salmonella, Proteus vulgaris e Staphylococcus aureus.